# Ángeles Álvarez
Ángeles Álvarez Álvarez (Molacillos, Zamora, 12 de febrero de 1961) es una política socialista española, activista feminista. Diputada por Madrid en la X y XII Legislatura en el Congreso de Diputados por el PSOE, fue portavoz de igualdad impulsando el Pacto de Estado contra la Violencia de Género aprobado por unanimidad en el Congreso el 28 de septiembre de 2017. Tiene una larga trayectoria en defensa de los derechos de las mujeres. En 1999 fue la autora de una guía pionera sobre violencia de género. Fue la primera diputada y parlamentaria en las Cortes Generales que se declaró abiertamente lesbiana en 2013.

## Biografía
Nació en Molacillos pero a los pocos meses su familia se trasladó a Coreses donde vivió su infancia y adolescencia. Estudió bachillerato en el Instituto María de Molina de Zamora. Se inició en el feminismo con la Asamblea de Mujeres de Salamanca ciudad en la que estuvo residiendo algunos meses. A los 17 años se trasladó a Madrid y recaló en Barquillo 44, la sede histórica del movimiento feminista madrileño donde comenzó a militar a principios de los 80 en el feminismo independiente. La defensa de los derechos de las mujeres y la lucha contra la discriminación ha marcado su trayectoria personal, profesional y política. 
Durante una década regentó el El Barberillo de Lavapiés un bar en el que se reivindicaba poder vivir con normalidad la homosexualidad de manera abierta y digna y posteriormente la enoteca La Atrevida. 

### Compromiso contra la violencia de género
En 1995 entró en contacto con la Federación de Mujeres Separadas y Divorciadas liderada por Ana María Pérez del Campo Noriega y tras una corta estancia de trabajo en el Centro de Atención a Víctimas de Violencia creado por la Federación, inició su activismo en la lucha contra la violencia de género. 
A finales de la década de 1990 se incorporó como representante de la Federación en la Comisión de Violencia del Consejo de las Mujeres de la Comunidad de Madrid y participó en la creación del Foro de Madrid contra la Violencia de Género germen de lo que en el año 2001 fue la Red Estatal de Organizaciones Feministas contra la Violencia de Género de la que Álvarez además de ser miembro fundadora fue su portavoz de 2000 a 2004.
En 1999 publicó la Guía para mujeres maltratadas editada por el Consejo de Mujeres de la Comunidad de Madrid, una guía pionera en este tema planteado desde una mirada integral al fenómeno de la violencia contra las mujeres y referente documental con más de diez ediciones.
En 1999 se incorporó a la Fundación Mujeres donde se creó un área de trabajo específica de prevención de la violencia de género. Como responsable del área, Álvarez puso en marcha la primera campaña publicitaria realizada en España para erradicar la violencia de género dirigida a varones en el marco del Proyecto "Mercurio" financiado por la Unión Europea y que se desarrolló en el principado de Asturias. También desde la Fundación Mujeres coordinó la puesta en marcha del Proyecto Detecta en colaboración con la Universidad Nacional de Educación a Distancia (UNED), una investigación pionera en analizar la correlación entre la incorporación de creencias sexistas y la violencia de género y codirigió los primeros cursos de capacitación del profesorado en Pedagogías para la Igualdad y la prevención de la violencia de género en la Universidad de Alcalá de Henares. 

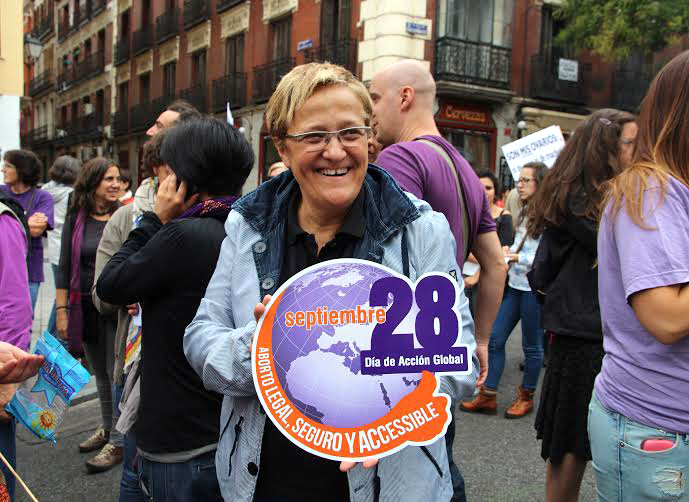
Ángeles Álvarez en la manifestación por el Día del Aborto Legal y Seguro. Madrid 28 de septiembre de 2014

Durante esta etapa elaboró diferentes materiales didácticos y guías como La Prostitución: Claves básicas para debatir sobre un problema (2005), La Trata con fines de explotación sexual además de realizar la adaptación de contenidos de Creeme!Paralo! Guía de sugerencias para apoyar a menores que han sufrido abuso sexual editada por el Instituto de la Mujer en 2006.
En esta etapa fue asesora para el diseño de indicadores en los sistemas de seguimiento de la Ley 5/2001 de Prevención de la Violencia de Género de la Junta de Comunidades de Castilla-La Mancha, de la Red de Ciudades contra la Violencia Hacia las Mujeres de Madrid entre los años 2000-2005 elaborando contenidos y programa marco de acción para dicha Red y Vocal del Observatorio Estatal de Violencia sobre la Mujer además de colaborar en programas de formación con Cruz Roja Española y participar como invitada en la Ponencia sobre la Prostitución en España aprobada en 2007.
También fue colaboradora invitada de diferentes universidades en cursos de postgrado en materia de violencia como el máster de Género y el Diploma Estudios de la Violencia de Género del Departamento de Sociología de la Universidad Complutense de Madrid y otros estudios de posgrado en la Universidad Pública de Navarra o la Universidad Pontificia de Salamanca.

### Actividad política
Ha desarrollado su actividad política en diferentes organizaciones sociales en defensa de los derechos de las mujeres. Es militante del PSOE desde el año 2000.

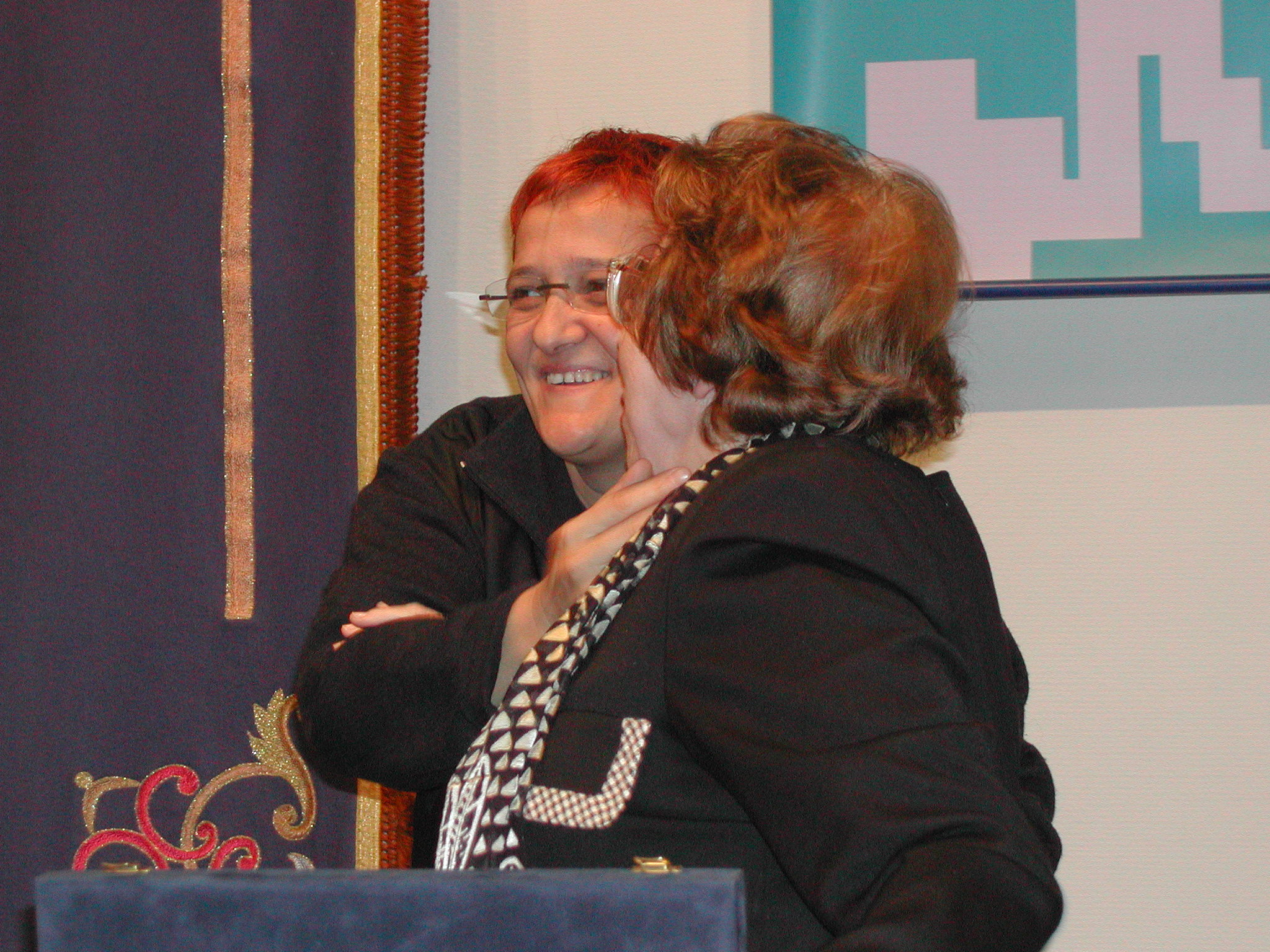
Ángeles Álvarez y Victoria Sau en el homenaje a Sau de la Red de Ciudades contra la violencia hacia las mujeres, Fuenlabrada 2001

Fue coordinadora del grupo de trabajo sobre violencia de género creado para la elaboración del programa electoral del PSOE coordinado por Jesús Caldera para las elecciones generales de 2004. 
Fue incluida en la lista del PSOE para las elecciones municipales de mayo de 2007 en Madrid que encabezó Miguel Sebastián. Fue elegida concejala en la oposición. Asumió la portavocía adjunta del Grupo Municipal Socialista desde septiembre de 2007 hasta 2011.
En julio de 2007 formó parte de la primera ejecutiva de Tomás Gómez en el Partido Socialista de Madrid asumiendo la Secretaría de Políticas de Igualdad de 2007 a 2011 y la de Acción Electoral de 2008 a 2011.
Apoyó a Trinidad Jiménez en las primarias que enfrentaron a la entonces ministra de Sanidad con Tomás Gómez, dejando de formar parte de la Ejecutiva Regional en el XII Congreso del PSM celebrado los días 2 a 4 de marzo de 2012, que ratificó a Gómez como Secretario General.
A finales de 2011 dio el salto a la política nacional concurriendo a las elecciones legislativas en la lista del PSOE por la circunscripción de Madrid, lista encabezada por Alfredo Pérez Rubalcaba y Elena Valenciano. Asumió el acta de diputada de la X Legislatura donde fue secretaria segunda de la mesa de la Comisión de Igualdad y Vocal de las comisiones de RTVE e Interior. Ha sido portavoz del PSOE en la Comisión Mixta para las relaciones con el Defensor del Pueblo. En julio de 2015 fue nombrada portavoz de Igualdad del PSOE en el Congreso de los Diputados en sustitución de Carmen Montón que abandonó el hemiciclo para asumir la Consejería de Sanidad del gobierno valenciano.
En las primarias socialistas de 2014 apoyó a Pedro Sánchez que resultó elegido Secretario General del PSOE. De julio de 2015 a octubre de 2017 asumió la Secretaría de Igualdad y Diversidad del PSM-PSOE en la ejecutiva liderada por Sara Hernández.
En las elecciones legislativas de diciembre de 2015 ocupó el puesto número ocho de la lista del PSOE por Madrid y no logró escaño en el Congreso. Pocos meses después, en las elecciones del 26 de junio de 2016 ocupó el cuarto puesto de la lista por Madrid en sustitución de Irene Lozano y fue elegida diputada en la XII legislatura en la que fue nombrada portavoz de igualdad del PSOE  impulsando el Pacto de Estado contra la Violencia de Género aprobado por unanimidad en el Congreso el 28 de septiembre de 2017 tras meses de trabajos en una comisión en el Congreso y otra en el Senado en la que se consultó a personas expertas y se elaboraron propuestas con el objetivo de aumentar la protección de las mujeres víctimas de violencia de género y de sus hijas e hijos.
En fundadora de la asociación Enclave Feminista y miembro del patronato de Fundación Mujeres y del comité de selección del Fondo de becas Fiscal Soledad Cazorla.
Cargos que ha ostentado durante su etapa como Diputada en el Congreso de los Diputados:
- Adscrita Comisión de Justicia desde el 22/09/2016 al 05/03/2019
- Adscrita Comisión de Interior desde el 22/09/2016 al 28/09/2017
- Vocal Comisión de Interior desde el 28/09/2017 al 05/03/2019
- Portavoz Comisión de Igualdad desde el 14/09/2016 al 05/03/2019
- Vocal Comisión para las Políticas Integrales de la Discapacidad desde el 28/09/2016 al 26/10/2017
- Vocal Comisión de Derechos de la Infancia y Adolescencia desde el 28/09/2016 al 05/03/2019
- Vocal Comisión de seguimiento y evaluación de los acuerdos del Pacto de Estado en materia de Violencia de Género desde el 18/04/2018 al 05/03/2019
- Vocal Suplente Comisión de Investigación sobre la crisis financiera de España y el programa de asistencia financiera desde el 11/05/2017 al 04/10/2017
- Vocal Comisión para el estudio del modelo policial del siglo XXI desde el 18/04/2018 al 05/03/2019
- Vocal Subcomisión para un Pacto de Estado en materia de Violencia de Género (154/2). desde el 01/02/2017 al 28/07/2017
- Ponente Ponencia de la Proposición de Ley para la reforma de la Ley 3/2007, de 15 de marzo, reguladora de la rectificación registral de la mención relativa al sexo de las personas, para permitir la rectificación registral de la mención relativa al sexo y nombre de los menores transexuales y/o trans, para modificar exigencias establecidas en el artículo 4 respecto al registro del cambio de sexo, y para posibilitar medidas para mejorar la integración de las personas extranjeras residentes en España (122/72). desde el 12/06/2018 al 28/02/2019
- Ponente Ponencia de la Proposición de Ley de mejora de la pensión de orfandad de las hijas e hijos de víctimas de violencia de género (122/79). desde el 21/05/2018 al 26/06/2018
- Ponente Ponencia de la Proposición de Ley contra la discriminación por orientación sexual, identidad o expresión de género y características sexuales, y de igualdad social de lesbianas, gais, bisexuales, transexuales, transgénero e intersexuales (122/97). desde el 24/04/2018 al 05/03/2019
- Ponente Ponencia de la Proposición de Ley Integral para la igualdad de trato y la no discriminación (122/77). desde el 23/10/2018 al 19/02/2019
- Ponente Ponencia del Proyecto de Ley de medidas urgentes para el desarrollo del Pacto de Estado contra la violencia de género (procedente del Real Decreto-ley 9/2018, de 3 de agosto) (121/25). desde el 11/12/2018 al 05/03/2019
- Ponente Ponencia de la Proposición de Ley de mejora de la pensión de orfandad de las hijas e hijos de víctimas de violencia de género (122/79). desde el 21/06/2018 al 30/10/2018
- Miembro Suplente Delegación española en la Asamblea de la Unión Interparlamentaria (UIP) desde el 07/03/2017 al 28/03/2017

### Vida personal
El 28 de octubre de 2005 se casó con Teresa Heredero. Fue el primer matrimonio de lesbianas celebrado en el Ayuntamiento de Madrid tras la aprobación de la ley de Matrimonio entre personas del mismo sexo aprobada en España en julio de 2005. Ofició la boda Pedro Zerolo. La madrina de la ceremonia fue Elena Valenciano.
En 2013 se convirtió en la primera diputada española de las Cortes Generales en declararse lesbiana públicamente.

## Publicaciones
- 1999 Guía para mujeres maltratadas Consejo de la Mujer de la Comunidad de Madrid (Con más de 10 ediciones en diferentes instituciones).
- 2005 La prostitución, claves básicas para reflexionar sobre un problema APRAMP.
- 2006  Créeme! Páralo! Guía de sugerencias para apoyar a menores que han sufrido abuso sexual Adaptación española. Instituto de la Mujer/Fundación Mujeres.